# パンドーラ (潜水艦)
パンドーラ (HMS Pandora) はイギリス海軍の潜水艦。パーシアン級。艦名の由来はギリシャ神話のパンドーラーであり、イギリス海軍でこの名前がつけられた10隻目の艦である。

## 艦歴
1928年2月7日発注。バロー＝イン＝ファーネスのヴィッカース・アームストロング社で建造され、1928年7月9日起工。1929年8月22日進水。1930年6月30日就役。
当初艦名は「パイソン」（Python、意味はニシキヘビ）であったが、イギリス海軍での蛇の名前が付けられた艦に対する嫌悪感から1928年に艦名は変更された。
1930年12月、「パンドーラ」はポーツマスから中国へ向け出発。1931年2月に香港に到着し、1940年まで中国艦隊に所属した。1940年、「パンドーラ」は第1潜水隊の所属となった。
1940年からは地中海で活動。7月、アルジェリアのオラン付近での対フランス艦隊の作戦に参加。7月4日、アルジェ付近でフランスの通報艦「リゴー・ド・ジュヌイー」を沈めた。8月にはマルタへ補給物資を届けた。
,
9月、ベンガジ沖で813トンの船を沈めるが、護衛のイタリア水雷艇「エンリコ・コセンツ」による爆雷攻撃を受けた。1941年1月、パンドーラは3隻の船を沈めた。その内容は、「Palma」（サルデーニャ南方）、「Valdivagna」ともう1隻（カラブリア州スパルティベント岬付近）である。
1942年3月31日夜、「パンドーラ」は物資や航空部隊用の魚雷を積んでマルタに到着した。「パンドーラ」はマルサムクェット港に入港し、4月1日明け方にはハミルトン岸壁に移動。4月1日14時30分から15時にかけて行われた空襲で「パンドーラ」は2発の直撃弾を受け、4分経たずに沈没した。1日夜に出港できるようにするため、空襲が始まったときも「パンドーラ」では作業が行われていた。戦死者は士官2名、水兵23名であった。この日の空襲では潜水艦「P36」も撃沈され、「アンビートン」が損傷している。
5月8日、「パンドーラ」などの生存者を乗せた潜水艦「オリンパス」がマルタ出港直後に触雷して沈没した。
「パンドーラ」は引き上げられた後カルカラクリークに擱座させられてそのままとなっていたが、1957年にスクラップとして売却された。

## 註
1. ↑  蛇の名前の艦名に対する疑念の始まりは1890年に173人の犠牲者を出した「サーペント」（Serpent、意味は蛇）の沈没である[1]。1901年には6週間の間に「ヴァイパー」（Viper、意味はクサリヘビ）と「コブラ」（Cobra、意味はコブラ）が失われた[1]。イギリス海軍で蛇の名前が再び使用されることはなかった。